# Discografia di Mario Venuti
La discografia di Mario Venuti, cantautore e polistrumentista italiano, è costituita da dodici album in studio, una raccolta, quarantasei singoli e trentuno video musicali, pubblicati dal 1993.

## Album

### Album in studio
- 1994 – Un po' di febbre
- 1996 – Microclima
- 1998 – Mai come ieri
- 2003 – Grandimprese (ripubblicato nel 2004 con il titolo di Sanremo Edition)
- 2006 – Magneti
- 2009 – Recidivo
- 2012 – L'ultimo romantico
- 2014 – Il tramonto dell'Occidente
- 2017 – Motore di vita
- 2019 – Soyuz 10
- 2021 – Tropitalia
- 2024 – Tra la carne e il cielo

### Raccolte
- 2008 – L'officina del fantastico

## Singoli
- 1993 – Fortuna
- 1994 – Fortuna (Urban Mix)
- 1994 – Una perfetta canzone d'amore
- 1994 – Sempreverde
- 1996 – Niña Morena
- 1996 – Microclima
- 1997 – Il più bravo del reame
- 1998 – Mai come ieri (feat. Carmen Consoli)
- 1998 – Sto per fare un sogno
- 1999 – È già domani
- 2003 – Veramente
- 2003 – L'invenzione
- 2003 – Bisogna metterci la faccia
- 2004 – Per causa d'amore (feat. Patrizia Laquidara)
- 2004 – Crudele
- 2004 – Nella fattispecie
- 2006 – Qualcosa brucia ancora
- 2006 – Un altro posto nel mondo
- 2006 – È stato un attimo
- 2006 – Magneti
- 2007 – Fortuna (feat. Ana Flora)
- 2007 – Veramente (Summer Edition) (remixed by Dj Duprè)
- 2008 – A ferro e fuoco
- 2008 – L'officina del fantastico
- 2008 – Gli amanti di domani
- 2009 – Una pallottola e un fiore
- 2010 – Il paradiso non è per te
- 2010 – Recidivo
- 2012 – Quello che ci manca
- 2012 – Fammi il piacere
- 2012 – Trasformazioni
- 2014 – Ventre della città
- 2014 – Il tramonto
- 2017 - Caduto dalle stelle
- 2017 – Tutto questo mare
- 2017 – Lasciati amare
- 2019 – Il pubblico sei tu
- 2019 – Ciao cuore
- 2019 – Silenzio al silenzio
- 2021 – Ma che freddo fa
- 2021 – Xdono
- 2021 – Figli delle stelle
- 2023 – Napoli Bahia (feat. Lucariello, Fabiana Martone, Neney Santos)
- 2023 – Segui i tuoi demoni
- 2023 – Paradiso
- 2024 – Degrado

## Collaborazioni
- 1996 – Carmen Consoli – Due parole
  - Coautore del brano Amore di plastica
  - Coautore e voce nel brano La semplicità
- 1996 – AA.VV. – Battiato non Battiato
  - Interprete del brano E ti vengo a cercare
- 1996 – AA.VV. – Quale Natale
  - Interprete, insieme ai Mega Om., del brano Happy Christmas (war is over)
- 1998 – Cesare Basile – Stereoscope
  - Voce nel brano Dove finisce l'isola
- 2002 – Luca Madonia – La consuetudine
  - Voce nel brano In santità
- 2002 – Delta V – Un colpo in un istante (CDs)
  - Autore del brano Scene di un amore (un colpo in un istante txt remix)
- 2002 – Bufo Borea – Non è la mela (CDs)
  - Autore del brano Non è la mela
- 2003 – Patrizia Laquidara – Indirizzo Portoghese
  - Autore e voce nel brano Per causa d'amore
- 2004 – Joe Barbieri – In parole povere
  - Voce nel brano Pura ambra
- 2004 – Raf – Ouch!
  - Autore del brano Estate in città
- 2004 – Jetlag – On the air
  - Voce nel brano Slow Burn
- 2005 – Syria – Non è peccato
  - Autore del brano Non è peccato
- 2005 – La Crus – Infinite possibilità
  - Voce nel brano La prima notte di quiete
- 2005 – Antonella Ruggiero – Big Band!
  - Autore del brano Echi d'infinito
- 2006 – Nicky Nicolai – L'altalena
  - Autore del brano La lingua perduta del cuore
- 2006 – Mietta – 74100
  - Autore del brano Dare e avere
- 2006 – Brazilian Love Affair Project – Les Mysteres De Rio
  - Autore del brano Saudade do Futuro
- 2007 – Ana Flora – Fortuna
  - Autore e voce nel brano Fortuna
  - Autore del brano Joia
- 2009 – Artisti Uniti Per L'Abruzzo – Domani 21/04.2009
  - Voce nel brano insieme ai maggiori esponenti della musica italiana
- 2009 – Tony Canto – La Strada
  - Voce nel brano Falso movimento
- 2010 – Joe Barbieri – Maison Maravilha Viva
  - Voce e chitarra nel brano Pura ambra
- 2012 – Qbeta – Vento Meticcio
  - Voce nel brano La novità
- 2012 – Patrizia Cirulli – Qualcosa che vale
  - Chitarra nel brano E già
- 2014 – Vick Frida – Thisastro
  - Voce nel brano Anche i filosofi
- 2015 – Grazia Di Michele – Il mio blu
  - Voce nel brano L'amore è uno sbaglio
- 2018 – Patrizia Cirulli – Sanremo d'autore
  - Voce nel brano Un altro posto nel mondo
- 2025 – Dirotta su Cuba
  - Voce nel brano In the souk

## Videografia

### DVD
| Anno | Titolo       | Regista/i   |
| ---- | ------------ | ----------- |
| 2006 | Materia viva | Marco Amato |

### Video musicali
| Anno | Titolo                                                          | Regista/i                                |
| ---- | --------------------------------------------------------------- | ---------------------------------------- |
| 1993 | Fortuna                                                         | Giuseppe Capotondi                       |
| 1994 | Una perfetta canzone d'amore                                    | –                                        |
| 1996 | Niña morena                                                     | –                                        |
| 1998 | Mai come ieri (feat. Carmen Consoli)                            | –                                        |
| 1998 | Sto per fare un sogno                                           | –                                        |
| 1999 | È già domani                                                    | Christian Bisceglia                      |
| 2003 | Veramente                                                       | Christian Bisceglia, Fabrizio Ruggirello |
| 2003 | L'invenzione                                                    | Lorenzo Vignolo                          |
| 2004 | Crudele                                                         | Lorenzo Vignolo                          |
| 2004 | Nella fattispecie                                               | Studenti Istituto Europeo di Design      |
| 2006 | Qualcosa brucia ancora                                          | Lorenzo Vignolo                          |
| 2006 | Un altro posto nel mondo                                        | Maki Gherzi                              |
| 2006 | È stato un attimo                                               | Francesco Calabrese                      |
| 2008 | A ferro e fuoco                                                 | Lorenzo Vignolo                          |
| 2008 | L'officina del fantastico                                       | Marianna Fulvi, Rino Stefano Tagliaferro |
| 2009 | Una pallottola e un fiore                                       | Christian Bisceglia, David Gallo         |
| 2012 | Quello che ci manca                                             | Fabio Luongo                             |
| 2012 | Fammi il piacere                                                | Francesco Maria Attardi                  |
| 2012 | Trasformazioni                                                  | Maria Arena                              |
| 2014 | Ventre della città                                              | Lorenzo Vignolo                          |
| 2014 | Il tramonto                                                     | Roberto Biadi                            |
| 2017 | Caduto dalle stelle                                             | Lorenzo Vignolo                          |
| 2017 | Tutto questo mare                                               | Zavvo Nicolosi                           |
| 2017 | Lasciati amare                                                  | Fabio Luongo                             |
| 2019 | Il pubblico sei tu                                              | Fabio Luongo                             |
| 2019 | Ciao cuore                                                      | Roberto Biadi                            |
| 2019 | Silenzio al silenzio                                            | Daniele Gangemi                          |
| 2023 | Napoli-Bahia (feat. Lucariello, Fabiana Martone e Neney Santos) | Angelo Orefice                           |
| 2023 | Segui i tuoi demoni                                             | Lino Costa                               |
| 2023 | Paradiso                                                        | Lino Costa                               |
| 2024 | Degrado                                                         | Roberto Biadi                            |

#### Partecipazioni in videoclip di altri artisti
| Anno | Titolo               | Artista                               | Regista/i           |
| ---- | -------------------- | ------------------------------------- | ------------------- |
| 2004 | Per causa d'amore    | Patrizia Laquidara feat. Mario Venuti | Leone Balduzzi      |
| 2007 | Fortuna              | Ana Flora feat. Mario Venuti          | Andrea Basile       |
| 2009 | Domani               | Artisti Uniti per l'Abruzzo           | Ambrogio Lo Giudice |
| 2009 | Falso movimento      | Tony Canto feat. Mario Venuti         | Charley Fazio       |
| 2018 | Boa Babil On         | Babil on Suite feat. Mario Venuti     | Fabio Luongo        |
| 2019 | Mi gira la testa     | Seba feat. Mario Venuti               | Francesco Mascali   |
| 2021 | Adesso con chi stai? | Samaritano feat. Mario Venuti         | Roberto Mezzatesta  |
| 2022 | Algoritmo            | Sulis feat. Mario Venuti              | Lino Costa          |
| 2024 | In the souk          | Dirotta su Cuba feat. Mario Venuti    | Lino Costa          |